# Saule
Salix
Pour les articles homonymes, voir Saule (homonymie), Aubier (homonymie) et Salix (homonymie).
Genre
Classification APG III (2009)
Synonymes

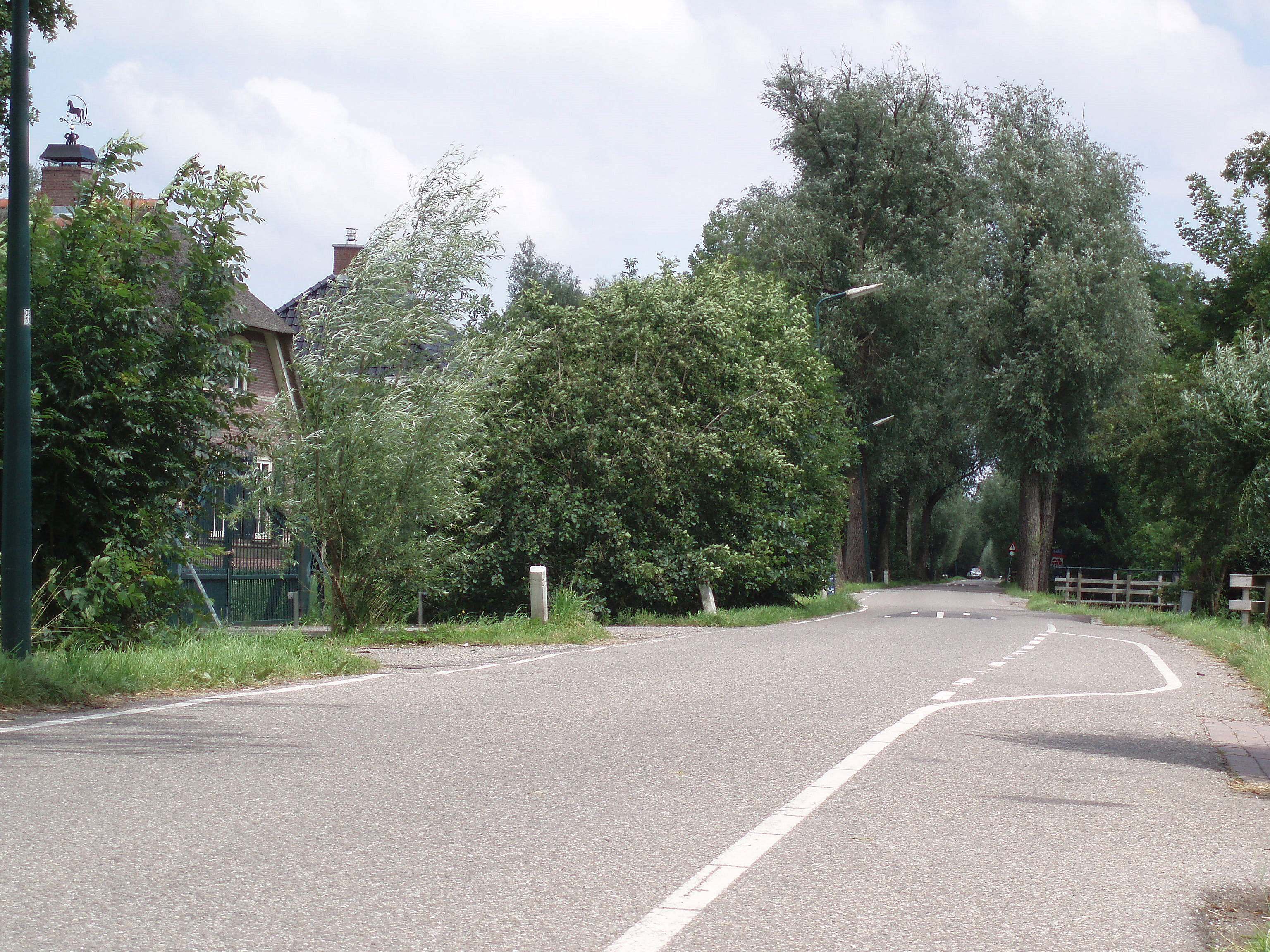
Les saules font partie des essences décoratives utilisées en zone tempérée, ils supportent la taille.

Le saule (Salix) est un genre de plantes à fleurs de la famille des Salicacées (Salicaceae). Il comprend 360 espèces environ, réparties à travers le monde, principalement dans les zones fraîches et humides des régions tempérées et froides de l'hémisphère nord. Ce sont des arbres, des arbustes ou des arbrisseaux.
- Une rangée régulière de saules est dénommée une saulée[1].
- Une saulaie est un endroit où poussent des saules, tout comme une saussaie, terme vieilli et régional.

## Étymologie
Le terme français saule est issu du vieux bas francique *salha (cf. vieil anglais salh, vieux haut allemand salaha), héritier du germanique *salχaz,. Le français saule, le germanique salχaz et l'anglais willow sont issus de la même racine indo-européenne wel signifiant « rouler, tourner », allusion à la flexibilité du bois et l'utilisation des pousses et des branches pour tisser des paniers, fabriquer des clôtures.
Si la racine est la même (*sal-), il ne continue donc pas le latin salix, accusatif salĭcem, lequel est en revanche à l'origine des formes d'ancien français saus et sausse (conservés dans certains dialectes) et de saussaie (qui vient de salicetu) « endroit planté de saules, saulaie » (en toponymie Saussay, Saussaye, Sauchay, Saulchoy, etc.).

## Caractères généraux

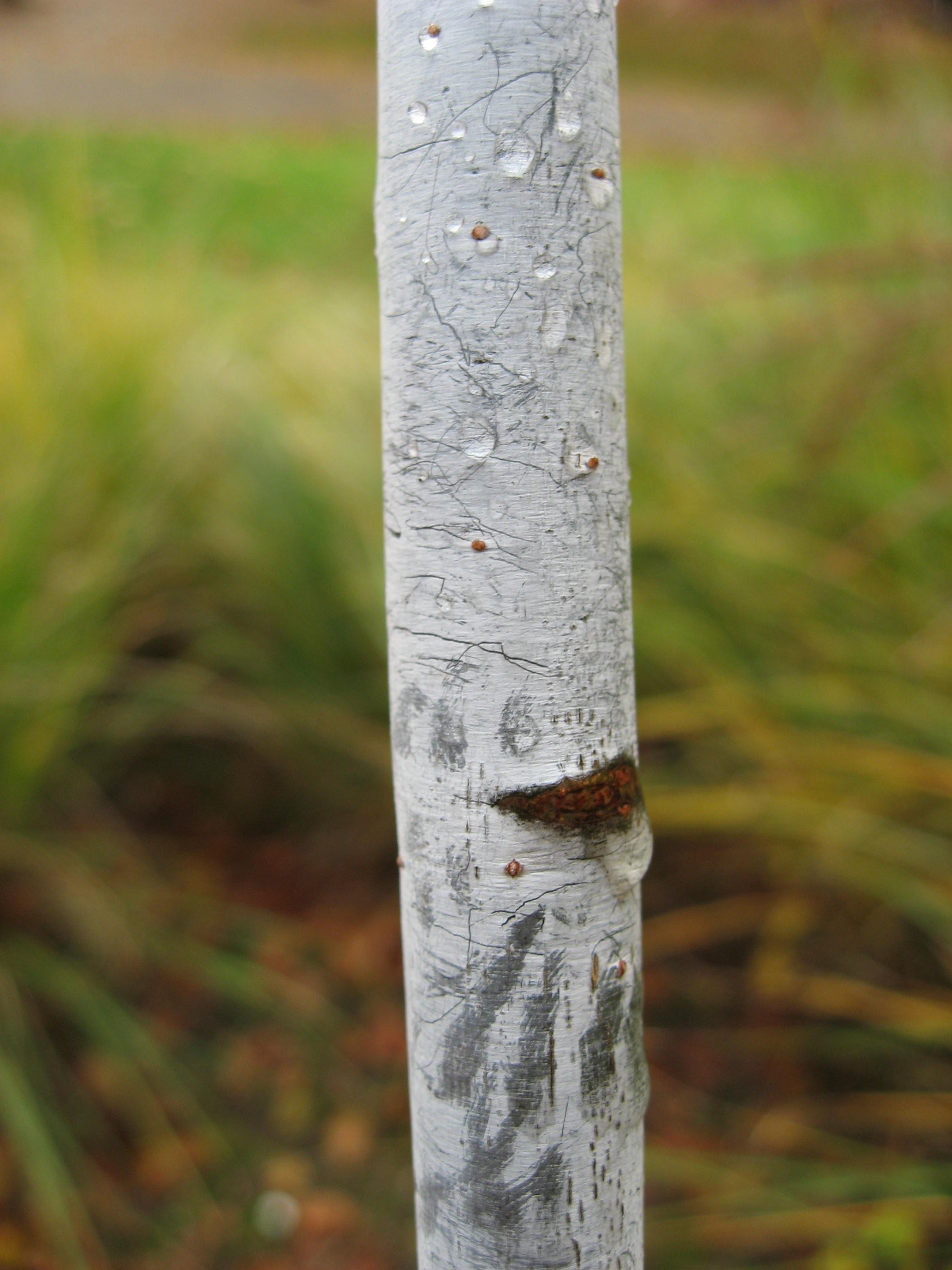
La cire blanche du saule et une lenticelle.

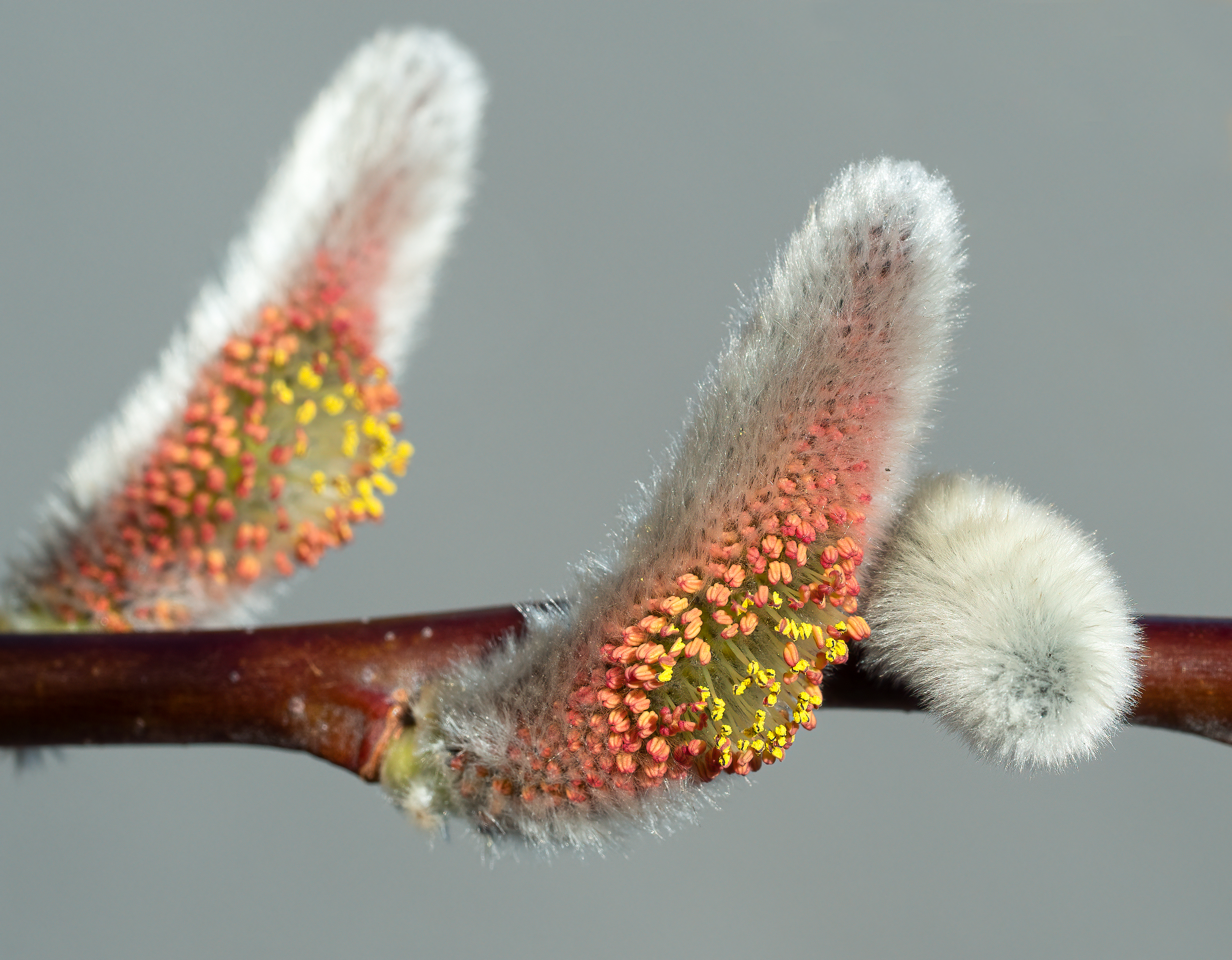
Le chaton de saule.

Les saules sont des espèces ligneuses de taille très variée, allant de grands arbres de plus de 20 mètres de haut (Saule blanc) à des sous-arbrisseaux poussant en espalier en épousant la forme du sol (Saule à feuilles émoussées par exemple).
Les feuilles sont simples, caduques, alternes, ovales ou lancéolées, entières ou plus ou moins dentées, souvent alternes (à l'exception notamment du Saule pourpre), avec un pétiole parfois accompagné d'un stipule. Les fleurs sont réunies en chatons dressés, mâles ou femelles, portés par des pieds différents (plantes dioïques). Chaque fleur est portée par un nectaire, qui correspond au périanthe, et protégée par une bractée ciliée.
La fleur mâle, minuscule, comporte deux à cinq étamines. La fleur femelle ne comprend qu'un seul ovaire, uniloculaire mais à deux carpelles.
Fleurs mâles et femelles sont rassemblées en chatons caractéristiques.
Les fleurs femelles fécondées forment des capsules à deux valves, qui libèrent des graines cotonneuses. Les saules peuvent être anémochores (pollinisés par le vent) ou entomochores (pollinisés par les insectes).
Les nombreux hybrides rendent souvent la détermination difficile.
La plupart des saules se couvrent à l'automne d'une cire blanche qui les protège pendant l'hiver. Comme toutes les cires, celle-ci est hydrophobe, c'est-à-dire qu'elle ne laisse pas passer l'eau. Cette propriété protège l'arbre de la déshydratation pendant l'hiver mais rend aussi la respiration plus difficile. Pour résoudre ce problème, l'arbre est équipé de lenticelles.
Les saules sont connus pour s'hybrider facilement.

## Écologie et distribution

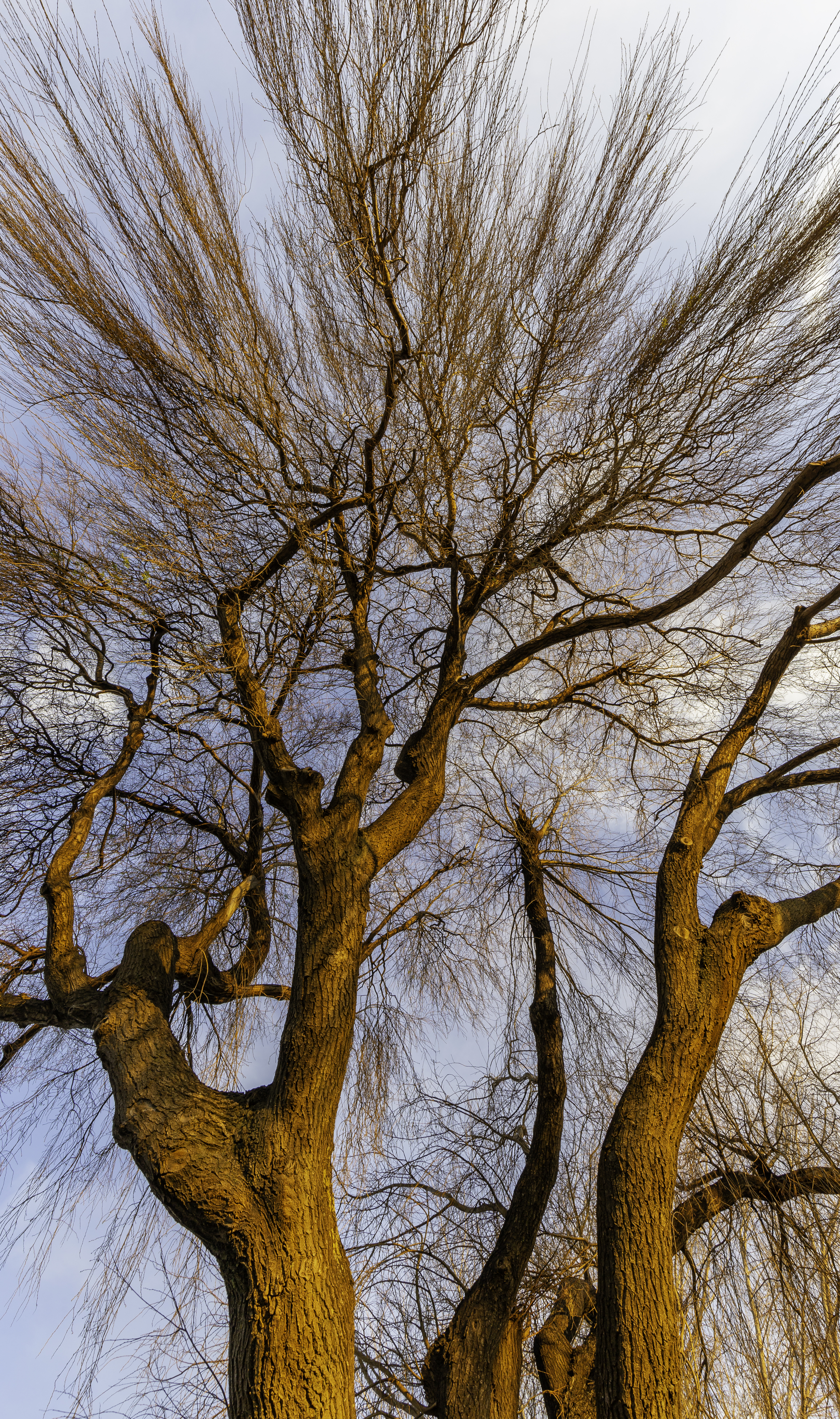
Un Salix 'Chrysocoma' éclairé par le couchant, près de l'Avon (Nouvelle-Zélande). Août 2019.

En Europe, les saules ont des graines parmi les plus petites des espèces ligneuses, d'un millimètre de longueur pour 0.2 millimètre de largeur. Ces petites graines ne contiennent que peu de tissus nutritifs, sont très sensibles à la déshydratation et ont donc besoin d'habitats ouverts et peu concurrentiels avec un apport constant d'humidité lors de la germination. Pour cette raison, la plupart des espèces de saules sont des espèces dites pionnières. Saules et bouleaux sont les premiers arbres à coloniser les friches, surtout les berges de rivières et les zones alluviales, mais aussi les coupes forestières. En effet, le saule a besoin d'un terrain nu et de beaucoup de lumière ; l'eau est un caractère important pour son développement. Il est plutôt acidicline et s'installe sur des sols à pH allant de 5,5 à 7,5. Il préfère les sols légers et humides tels que les alluvions des bords de cours d'eau.
Les saules occupent un large éventail de milieux naturels : dunes, bas-marais, tourbières, pelouses alpines, combes à neige, couloirs d’avalanches, forêts claires. Ils sont particulièrement abondants et marquent le paysage des zones alluviales et des bords de rivières.
Les quelque 360 espèces de saules recensées dans le monde sont principalement distribuées dans les régions froides et tempérées de l'hémisphère nord, mais quelques espèces sont présentes dans les régions tropicales et l'hémisphère sud tempéré.

## Liste des sous-taxons
- Salix subg. Chamaetia
- Salix subg. Chosenia
- Salix subg. Longifoliae
- Salix subg. Salix
- Salix subg. Vetrix

### Principales espèces
1. Salix acutifolia Willd.
2. Salix aegyptiaca L. - Saule d'Égypte
3. Salix alaxensis (Andersson) Coville - Saule d'Alaska
4. Salix alba L. - Saule blanc
5. Salix amplexicaulis Bory & Chaub.
6. Salix amygdaloides Andersson - Saule à feuilles de pêcher
7. Salix apennina A.K.Skvortsov - Saule des Apennins
8. Salix apoda Trautv.
9. Salix appendiculata Vill.
10. Salix arbuscula L.
11. Salix arctica Pall.
12. Salix argyracea E.L.Wolf
13. Salix arizonica Dorn - Saule d'Arizona
14. Salix armenorossica A.K.Skvortsov - Saule d'Arménie
15. Salix atrocinerea Brot. − Saule roux
16. Salix aurita L. - Petit marsault
17. Salix babylonica L. - Saule pleureur
18. Salix balfouriana C.K.Schneid.
19. Salix barclayi Andersson
20. Salix bebbiana Sarg.
21. Salix bicolor Willd. - Saule bicolore
22. Salix bikouensis Y.L.Chou
23. Salix bonplandiana Kunth - Saule de Bonpland
24. Salix brachycarpa Nutt.
25. Salix breviserrata Flod.
26. Salix burjatica Nasarow
27. Salix burqinensis Chang Y. Yang
28. Salix caesia Vill.
29. Salix calliantha J.Kern.
30. Salix calodendron
31. Salix candida Flüggé ex Willd.
32. Salix cantabrica Rech.f. - Saule de Cantabrique
33. Salix capensis Thunb.
34. Salix capitata  Y.L.Chou & Skvortsov
35. Salix caprea L. - Saule marsault
36. Salix capusii  Franch.
37. Salix carmanica  Bornm.
38. Salix caroliniana  Michx. - saule de Caroline
39. Salix caspica Pall.
40. Salix cavaleriei H.Lév.
41. Salix chaenomeloides  Kimura
42. Salix cinerea L. - Saule cendré
43. Salix cordata  Michx. - Saule à feuilles en forme de cœur
44. Salix daphnoides Vill. - Saule daphné
45. Salix discolor Muhl.
46. Salix drummondiana Barratt ex Hook. - Saule de Drummond
47. Salix elaeagnos Scop.
48. Salix eriocephala Michx.
49. Salix excelsa S.G.Gmel.
50. Salix exigua  Nutt.
51. Salix fargesii  Burkill - Saule de Farges
52. Salix floderusii  Nakai
53. Salix fluviatilis Nutt. (syn. Salix exigua var. sessilifolia)
54. Salix foetida Schleich. ex DC. - Saule fétide
55. Salix fragilis L. - Saule fragile
56. Salix geyeriana Andersson - Saule de Geyer
57. Salix gilgiana  (Seemen)
58. Salix glabra  Scop., Saule glabre
59. Salix glauca L. - Saule glauque
60. Salix glaucosericea  Flod.
61. Salix gooddingii  C.R.Ball - Saule de Gooding
62. Salix gordejevii  Y.L.Chang & Skvortsov
63. Salix graciliglans Nakai
64. Salix gracilistyla Miq.
65. Salix hastata L.
66. Salix hegetschweileri Heer
67. Salix helvetica  Vill. - Saule suisse
68. Salix herbacea L. - Saule herbacé
69. Salix hookeriana  Barratt ex Hook. - saule de Hooker
70. Salix humboldtiana  Willd. - Saule du Chili
71. Salix humilis  Marshall
72. Salix hylematica C.K.Schneid.
73. Salix integra Thunb.
74. Salix irrorata  Andersson
75. Salix japonica  Thunb. - Saule du Japon
76. Salix jessoensis  Seemen - Saule de Jesso
77. Salix koreensis  Andersson - Saule de Corée
78. Salix koriyanagi  Kimura ex Goerz
79. Salix laevigata Bebb - Saule rouge
80. Salix laggeri  Wimm. - Saule de Lagger
81. Salix lanata  L. - Saule laineux
82. Salix lapponum  L. - Saule des Lapons
83. Salix lasiolepis  Benth.
84. Salix lemmonii  Bebb
85. Salix lindleyana  Wallace ex Andersson
86. Salix linearistipularis  (Franch.) K. S. Hao
87. Salix longiflora Andersson
88. Salix longistamina Z. Wang & P. Y. Fu
89. Salix lucida Muhl.
90. Salix luctuosa H.Lév.
91. Salix magnifica Hemsl., Saule magnifique
92. Salix matsudana Koidz. - Saule tortueux
93. Salix maximowiczii Kom. - Saule de Maximowicz
94. Salix medwedewii Dode - Saule de Medwedew
95. Salix melanopsis Nutt.
96. Salix microstachya Turcz.
97. Salix mielichhoferi Saut., syn. de Salix myrsinites
98. Salix miyabeana Seemen
99. Salix moupinensis Franch.
100. Salix muscina  Dode ex Flod.
101. Salix myricoides  Muhl. - Saule tamaris
102. Salix myrsinifolia Salisb. - Saule noircissant
103. Salix myrsinites  L., syn. de Salix mielichhoferi Tausch ex Anderss.
104. Salix myrtilloides  L. - Saule fausse myrtille
105. Salix neowilsonii  W.P.Fang
106. Salix nigra  Marshall - Saule noir (Amérique du Nord)
107. Salix nivalis Hook. - Saule des neiges, syn. de Salix reticulata
108. Salix pantosericea Goerz
109. Salix paraplesia C.K.Schneid.
110. Salix pauciflora  Koidz.
111. Salix pedicellata  Desf.
112. Salix pellita  Andersson
113. Salix pentandra  L.
114. Salix petiolaris  Sm., syn. de Salix sericea
115. Salix phlebophylla  Andersson
116. Salix phylicifolia  L.
117. Salix planifolia  Pursh
118. Salix polaris  Wahlenb.
119. Salix psammophila  Z. Wang & Chang Y. Yang
120. Salix purpurea  L. - Saule pourpre
121. Salix pyrenaica  Gouan - Saule des Pyrénées
122. Salix pyrifolia  Andersson
123. Salix pyrolifolia  Ledeb.
124. Salix rehderiana  C.K.Schneid.
125. Salix repens  L. - Saule rampant
126. Salix reptans  Rupr.
127. Salix reticulata  L.
128. Salix retusa  L. - Saule à feuilles rétuses
129. Salix retusoides J.Kern., syn. de Salix retusa[5]
130. Salix rorida  Lacksch.
131. Salix rosmarinifolia  L. - Saule à feuilles de romarin
132. Salix sajanensis  Nasarow
133. Salix salviifolia  Brot.
134. Salix schwerinii  E.L.Wolf
135. Salix scouleriana  Barratt ex Hook.
136. Salix sericea  Marshall, syn. de Salix petiolaris
137. Salix serissima  (L.H.Bailey) Fernald
138. Salix serpyllifolia  Scop. - Saule à feuilles de serpolet
139. Salix silesiaca  Willd.
140. Salix sitchensis  C.A.Sanson ex Bong.
141. Salix siuzevii  Seemen
142. Salix starkeana  Willd.
143. Salix subopposita  Miq.
144. Salix subserrata  Willd.
145. Salix suchowensis  W.C.Cheng
146. Salix sungkianica  Y.L.Chou & Skvortsov
147. Salix taxifolia  Kunth - Saule à feuilles d'if
148. Salix tenuijulis  Ledeb.
149. Salix tetrasperma  Roxb.
150. Salix triandra  L. - Saule à trois étamines
151. Salix turanica  Nasarow
152. Salix udensis  Trautv. & C.A.Mey.
153. Salix uva-ursi  Pursh
154. Salix variegata  Franch.
155. Salix viminalis  L. - Saule des vanniers ou Osier vert
156. Salix vulpina  Andersson - Saule des renards
157. Salix waldsteiniana  Willd. - Saule de Waldstein
158. Salix wallichiana  Andersson
159. Salix wilhelmsiana M.Bieb.
160. Salix wilsonii  Seemen - Saule de Wilson
161. Salix yezoalpina  Koidz.

## LesSalixet l'humain

Blason de Widen, canton d'Argovie.

### Utilisation
- Les saules sont cultivés principalement pour l'ornement, notamment le saule pleureur, de loin le plus connu dans les parcs et jardins.
- Certaines espèces fournissent du bois, apprécié notamment pour la fabrication de manches d'outils, de perches et des rameaux flexibles utilisés en vannerie (osier). Particulièrement droites et solides, Salix calodendron, Salix cinerea, Salix caprea, Salix viminalis et leurs mélanges sont utilisées pour la fabrication des fusains d'artistes.
- Les feuilles et l'écorce de saule sont connues depuis l'Antiquité pour leurs vertus curatives. Les Sumériens utilisent les feuilles de saule en décoction comme antidouleur. Hippocrate conseille une préparation à partir des feuilles et l'écorce du saule blanc pour soulager les douleurs et les fièvres. Au XVIIIe siècle, pour le pasteur Edward Stone, l'écorce de saule lui rappelle le quinquina[6] au même goût amer dû à sa richesse en tanins (15 %). Il lui donne une indication supplémentaire contre les rhumatismes en recourant à la théorie des signatures[7]. En 1829, un pharmacien français, Pierre-Joseph Leroux, après avoir fait bouillir de la poudre d'écorce de saule blanc dans de l'eau, concentre sa préparation[8]. Il en résulte des cristaux solubles qu'il baptise salicyline (du latin salix). En 1853, un chimiste alsacien nommé Charles Frédéric Gerhardt réussit, à partir de la salicyline, à synthétiser l'acide acétylsalicylique qui est commercialisé en 1899 sous le nom d'aspirine. Les rameaux de 2-3 ans ont en effet une écorce riche en salicyline, hétéroside se dédoublant par hydrolyse en glucose et alcool salicylique (en) (alcool orthoxybenzoïque ou saligénol). Ce dernier, par oxydation, donne l'aldéhyde, puis l'acide salicylique. « Par ses composants, l'écorce de saule est un peu une aspirine végétale, moins active sans doute que l'acide acétylsalicylique de synthèse, cependant douée d'un réel pouvoir antithermique et antinévralgique, auxquels s'ajoutent des effets toniques et astringents[9] ».
- Les feuilles des saules, riches en vitamine C, sont comestibles, mais elles ne sont pas d'un goût agréable. Les jeunes pousses du saule blanc peuvent être ajoutées crues aux salades, ou cuites en légumes. Celles des autres espèces sont trop amères pour pouvoir être consommées. Les propriétés médicinales des feuilles[Note 2] et des chatons[Note 3] sont utilisés en usage externe (antispasmodique, sédatif nerveux, anaphrodisiaque)[10].
- Avant l'invention de l'auxine de synthèse, on se servait de l'eau de saule pour faciliter le bouturage de tous types de plantes.
- La salicine peut aussi être utilisée pour tanner le cuir.
- D'après Lapérouse les aborigènes Aïnous utilisaient les fils de l'écorce de saule pour tisser des toiles[11]. D'après le missionnaire John Bachelor, ces mêmes indigènes fabriquaient des sortes de peignes en saule pour relever leur moustache quand ils buvaient du vin[12].
- Selon le phytothérapeute Paul Goetz, les chatons de saule contiennent des traces de substance œstrogènique[13].
- Le saule qui accepte très bien la taille en tétard fut beaucoup utilisé comme bois énergie, aujourd'hui le bois issu de ce type de taille encore très répandu est essentiellement broyé et utilisé pour pailler jardins et potagers[14].

### Symbolique, religion et superstitions
- Dans la mythologie orientale, le saule est symbole d'immortalité[15].
- Les branches de saule ou Arava sont aussi l'une des quatre espèces  utilisées dans la fête juive des cabanes. Il représente entre autres l'un des rangs des dirigeants de la génération à savoir les scribes des juges, ou l'un des organes du corps à savoir la bouche.
- Artemis Lygodesma [Artémis du saule] était l'épithète d'Artémis à Sparte. En outre, les branches de saule étaient utilisées dans plusieurs rituels grecs[16].
- Chez les incas, la Saramama, déesse du maïs, était associée au saule[17].
- Sail / saule est le nom d'une lettre de l'alphabet oghamique. Cette lettre est glosée li n-aimbi ce qui voudrait dire "couleur des morts"[18].
- Chez les Germains, le « salix » était symbole de mort. Des sorcières habiteraient dans la cime des saules. On faisait alors des flûtes en bois de saule pour chasser le diable. (Grimm)
- En religion vaudou, on noue les branches de saules pour bloquer une personne.
- Une gerbe de branches de saule était utilisée par les scythes pour prédire l'avenir. Les Enarei (une classe différente) utilisaient plutôt des morceaux d'écorce de tilleul[19].
- Le phénix vivrait dans le benben d'Héliopolis ou dans le saule sacré.
- En Cantabrie, cueillir des branches de saule au lever du soleil du solstice d'été porterait chance.
- Chez les Pomos, le dieu Coyote créa des humains (avec des griffes) à partir de branches de saule et de cornouiller.

### Littérature
Le saule jouit d'un ambassadeur célèbre : Alfred de Musset, qui appréciait cet arbre. Les vers ci-dessous sont extraits du poème Lucie, ils sont placés en tête et en fin de ce poème. Voici l'extrait :

« Mes chers amis, quand je mourrai,
 Plantez un saule au cimetière. 
 J’aime son feuillage éploré ; 
 La pâleur m’en est douce et chère, 
 Et son ombre sera légère 
 À la terre où je dormirai »

Le Vent dans les saules (The wind in the willows) est un roman de Kenneth Grahame paru en 1908 et adapté en bande dessinées par Michel Plessix entre 1996 à 2001 (voir Le Vent dans les saules (bande dessinée)).
Les saules de Grand-Pré ont inspiré un roman de René Verville, Le Saule de Grand-Pré. Selon la légende, les saules marquent la présence de villages d'Acadiens déportés.
Le dicton « suspendre sa harpe (ou sa lyre) dans les saules » indique une période de deuil, ce qui remonte au psaume 137 :

« Sur les bords des fleuves de Babylone, nous étions assis et nous pleurions, en nous souvenant de Sion. 
 Aux saules de la contrée nous avions suspendu nos harpes. »

Dans le Livre de Taliesin (XIIIe siècle / XIVe siècle) et le poème Cad Goddeu (« la Bataille des Arbres ») (VIe siècle), le saule et le sorbier sont décrits comme des arbres qui « tardent à entrer en lice ».
Le roman de Shan Sa parle de cet arbre dans Les Quatre Vies du saule.

### Aspects culturels

#### Au Japon
Dans le jeu de cartes traditionnel japonais Hanafuda, des branches de saule sont représentées sur la série des 4 cartes du mois de novembre (décembre dans la version coréenne).

## Insectes se nourrissant de saule
Les chenilles des papillons de nuit (hétérocères) suivants (classés par famille) se nourrissent de saule :
- adèle de la scabieuse (Adelidae),
- cabère virginale,
- cidarie à bandes vertes,
- cidarie du peuplier,
- crocale aglosse,
- grande naïade,
- numérie poudrée,
- phalène ondulée (Geometridae),
- bombyx de l'aubépine,
- bombyx du chêne,
- bombyx feuille de l'yeuse,
- feuille-morte du chêne (Lasiocampidae),
- bombyx disparate (Lymantriidae),
- passagère (Dysgonia algira),
- xanthie noisette,
- xyline du chêne (Noctuidae),
- bois veiné,
- bombyx dictaeoïde,
- bucéphale,
- demi-lune grise,
- notodonte dromadaire,
- porcelaine,
- vinule (Notodontidae),
- polyphème d'Amérique (Saturniidae),
- sphinx demi-paon,
- sphinx du peuplier (Sphingidae).

(Voir aussi ces papillons sur le Wiktionnaire)

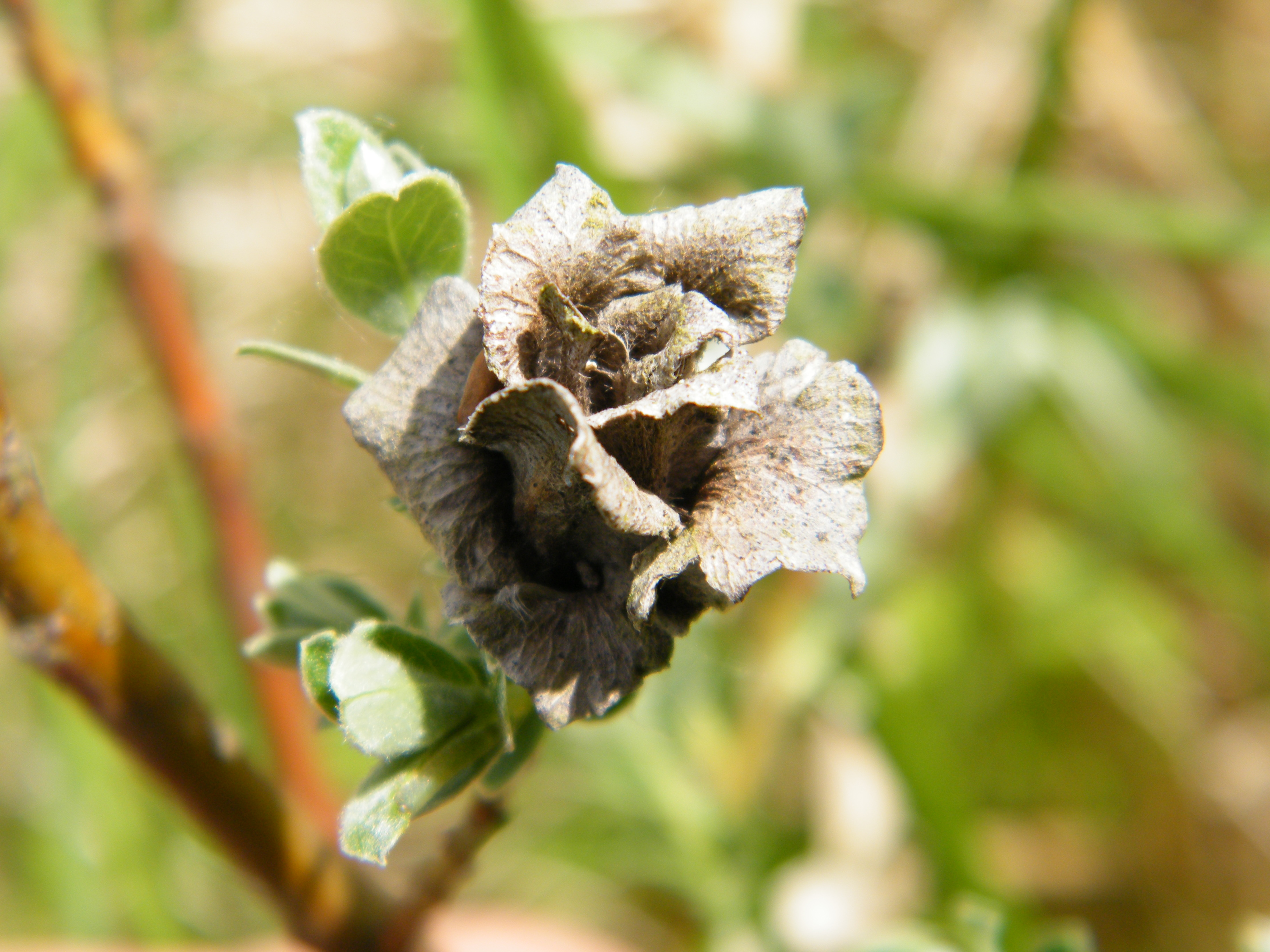
La rose des saules, galle causée par Rabdophaga rosaria.

Certaines Cécidomiyes induisent des galles en forme de rosette sur les bourgeons terminaux de nombreux saules.

## Champignon parasite
- Phellinus trivialis est un champignon parasite qui se développe sur le tronc des Saules.
- Melampsora, la Rouille du Saule sur les feuilles des Saules.